# 고과와 낙과
고과(苦果)와 낙과(樂果),  즉 괴로운 과보와 즐거운 과보는 서로 상대되는 낱말이다.
고과(苦果)는 지금까지 축적된 악업으로 인해 생겨나는 과보 즉 결과로서 몸과 마음으로 하여금 괴로움을 감수(感受)하게 하는 과보이다. 낙과(樂果)는 지금까지 축적된 선업으로 인해 생겨나는 과보 즉 결과로서 몸과 마음으로 하여금 즐거움을 감수(感受)하게 하는 과보이다.
불교에 따르면, 전체적으로 말하면 3계 6도의 어디로 윤회하건 생사윤회 자체가 고과(苦果)이다. 이와 같은 전체적인 측면에서는 열반만이 유일한 낙과(樂果)이다. 세부적으로 말하면, 6도 가운데 지옥도 · 축생도 · 수라도는 고과이고, 천상도는 낙과이고, 인간도는 고과와 낙과가 함께 있는 곳이다.

## 고과와 결(結)
무착의 《집론》 제4권과 안혜의 《잡집론》 제6권에 따르면, 번뇌의 여러 다른 이름 가운데 하나인 결(結)은 애결(愛結) · 에결(恚結) · 만결(慢結) · 무명결(無明結) · 견결(見結) · 취결(取結) · 의결(疑結) · 질결(嫉結) · 간결(慳結)의 9결(九結)을 말한다.
그리고 《잡집론》에 따르면 결의 자성 즉 본질적 성질은 3계탐(三界貪, 산스크리트어: traidhātuko rāgaḥ, kāma-rūpārūpya-rāga) 즉 '3계에 대한 탐'이다. 결이 있기 때문에 유정은 3계를 불염(不厭: 싫어하지 않음)하게 되고, 다시 불염으로 인해 불선 즉 악이 현행하게 되고 선이 현행하지 않게 된다. 이러한 순차적인 과정에 의해, 결은 미래세에서 유정을 고과(苦果) 즉 괴로운 과보가 생겨나는 상태에 묶어버리는[結] 작용을 한다.

## 불염과 염환
불염(不厭: 싫어하지 않음)은 염(厭: 싫어함)의 반대되는 마음작용이다. 염은 유전연기와 그 결과물인 생사윤회를 염오(厭惡: 싫어하고 미워함)하게 하는 선한 마음작용이다. 한편, 흔(欣)은 환멸연기와 그것에 의해 증득되는 열반을 흔락(欣樂)하게 하는 선한 마음작용이다.
염(厭: 싫어함)은 다른 말로는 염환(厭患)이라고도 한다.  염환(厭患)은 문자 그대로의 뜻에 따르면 싫어하고 근심함 또는 싫어하고 근심으로 여기는 것이다. 《대승광오온론》에 따르면 염환은 생사(生死)의 모든 과실(過失)에 대한 변지(遍知)를 말한다. 보다 엄밀히 말하자면, 이러한 변지(遍知, 산스크리트어: parijñā: 두루 아는 것, 철저하게 완전히 아는 것)가 있을 때 유(有: 3계 또는 3계의 삶)와 유자구(有資具: 3계에 태어나게 하는 원인)에 대해 일으켜지는 바로 그 염환, 즉 바로 그 싫어함과 근심으로 여김을 말한다.
달리 말하면, 싫어하고 근심으로 여기는 것 즉 염환은 윤회를 일으키는 원인이 되는 악행과 그 악행에 의해 결과되는 윤회에 대해 그 인과관계를 '완전하게 아는 것[遍知]'이고 또한 이러한 앎의 상태에서 발견되는 '윤회와 그 원인에 대한 싫어함과 근심으로 여김'이다.
염환은 참(慚) · 괴(愧) · 무탐(無貪) 등의 선심소와 관련되어 주로 언급된다.

## 같이 보기
- 인과설
- 이숙과
- 6인
- 5과
- 4연

## 참고 문헌
- 무착 지음, 현장 한역, 이한정 번역 (K.572, T.1605). 《대승아비달마집론》. 한글대장경 검색시스템 - 전자불전연구소 / 동국역경원. K.572(16-157), T.1605(31-663). |title=에 외부 링크가 있음 (도움말)
- 세친 지음, 현장 한역, 권오민 번역 (K.955, T.1558). 《아비달마구사론》. 한글대장경 검색시스템 - 전자불전연구소 / 동국역경원. K.955(27-453), T.1558(29-1). |title=에 외부 링크가 있음 (도움말)
- 세친 지음, 현장 한역, 송성수 번역 (K.618, T.1612). 《대승오온론》. 한글대장경 검색시스템 - 전자불전연구소 / 동국역경원. K.618(17-637), T.1612(31-848). |title=에 외부 링크가 있음 (도움말)
- 안혜 지음, 지바하라 한역, 조환기 번역 (K.619, T.1613). 《대승광오온론》. 한글대장경 검색시스템 - 전자불전연구소 / 동국역경원. K.619(17-641), T.1613(31-850). |title=에 외부 링크가 있음 (도움말)
- 안혜 지음, 현장 한역, 이한정 번역 (K.576, T.1605). 《대승아비달마잡집론》. 한글대장경 검색시스템 - 전자불전연구소 / 동국역경원. K.576(16-228), T.1606(31-694). |title=에 외부 링크가 있음 (도움말)
- 운허.  동국역경원 편집, 편집. 《불교 사전》. |title=에 외부 링크가 있음 (도움말)
- (중국어) 무착 조, 현장 한역 (T.1605). 《대승아비달마집론(大乘阿毘達磨集論)》. 대정신수대장경. T31, No. 1605, CBETA. |title=에 외부 링크가 있음 (도움말)
- (중국어) 佛門網. 《佛學辭典(불학사전)》. |title=에 외부 링크가 있음 (도움말)
- (중국어) 星雲. 《佛光大辭典(불광대사전)》 3판. |title=에 외부 링크가 있음 (도움말)
- (중국어) 세친 조, 현장 한역 (T.1558). 《아비달마구사론(阿毘達磨俱舍論)》. 대정신수대장경. T29, No. 1558, CBETA. |title=에 외부 링크가 있음 (도움말)
- (중국어) 세친 조, 현장 한역 (T.1612). 《대승오온론(大乘五蘊論)》. 대정신수대장경. T31, No. 1612, CBETA. |title=에 외부 링크가 있음 (도움말)
- (중국어) 안혜 조, 지바하라 한역 (T.1613). 《대승광오온론(大乘廣五蘊論)》. 대정신수대장경. T31, No. 1613, CBETA. |title=에 외부 링크가 있음 (도움말)
- (중국어) 안혜 조, 현장 한역 (T.1606). 《대승아비달마잡집론(大乘阿毘達磨雜集論)》. 대정신수대장경. T31, No. 1606, CBETA. |title=에 외부 링크가 있음 (도움말)